# Bergondo
Bergondo és un municipi de la província de la Corunya a Galícia. Pertany a la comarca de la Corunya.
| 5.869 | 5.597 | 6.003 | 5.293 | 6.413 |
| Fonts: INE i IGE (Els criteris de registre censal variaren i les dades de l'INE i de l'IGE poden no coincidir.) |       |       |       |       |

## Parròquies
Bergondo (San Salvador) | Cortiñán (Santa María) | Guísamo (Santa María) | Lubre (San Xoán) | Moruxo (San Vicente) | Ouces (San Xoán) | Rois (Santa Mariña) | Santa Marta de Babío (Santa Marta) | Vixoi (San Fiz)